# بروس غيرتز
بروس غيرتز (بالإنجليزية: Bruce Gertz)‏ هو أستاذ جامعي وموسيقي أمريكي، ولد في 15 ديسمبر 1952 في بروفيدنس في الولايات المتحدة.

## وصلات خارجية
- بروس غيرتز على موقع ميوزك برينز (الإنجليزية)
- بروس غيرتز على موقع أول ميوزيك (الإنجليزية)
- بروس غيرتز على موقع ديسكوغز (الإنجليزية)